# Pseudoutanacris
Pseudoutanacris is een geslacht van rechtvleugeligen uit de familie veldsprinkhanen (Acrididae). De wetenschappelijke naam van dit geslacht is voor het eerst geldig gepubliceerd in 1971 door Jago.

## Soorten
Het geslacht Pseudoutanacris  is monotypisch en omvat slechts de volgende soort:
- Pseudoutanacris chromobapta (Jago, 1971)